# Iris och löjtnantshjärta (film)
Iris och löjtnantshjärta är en svensk dramafilm från 1946 i regi av Alf Sjöberg. Filmen är baserad på romanen med samma namn från 1934 av Olle Hedberg, som även skrev filmens manus. I huvudrollerna ses Alf Kjellin och Mai Zetterling.

## Handling
Robert lägger under en släktmiddag märket till det vackra hembiträdet Iris. Han bjuder ut henne på bio, det blir inledningen på deras kärlekshistoria. Vilken Roberts släktingar gör allt för att hindra. En älskarinna från arbetarklassen går väl an, men en fästmö,  aldrig.

## Rollista i urval
- Mai Zetterling – Iris Mattsson, hembiträde hos fru Asp
- Alf Kjellin – Robert Motander, fänrik
- Åke Claesson – Oscar Motander, Roberts far, skofabrikör
- Holger Löwenadler – Baltzar Motander, Roberts bror
- Stig Järrel – Harald Montander, Roberts kusin
- Einar Axelsson – Frans Montander, Roberts svåger
- Gull Natorp – fru Ebba Asp, Haralds moster
- Margareta Fahlén – Greta Motander, Baltzars fru
- Ingrid Borthen – Malin 'Mary' Montander, Roberts halvsyster
- Peter Lindgren – Svante Blomberg, ingenjör, Roberts kusin
- Magnus Kesster – Emil Gustell
- Stina Flodin – Lill-Greta, dotter till Baltzar och Greta
- Lasse Sarri – Hans, son till Baltzar och Greta

## Om filmen
Filmen hade svensk premiär den 16 december 1946 på Röda kvarn vid Biblioteksgatan i Stockholm.
Mai Zetterling tilldelades pris för bästa skådespelare vid filmfestivalen i Venedig år 1947 för sin roll.